# راحت‌آباد (شمیرانات)

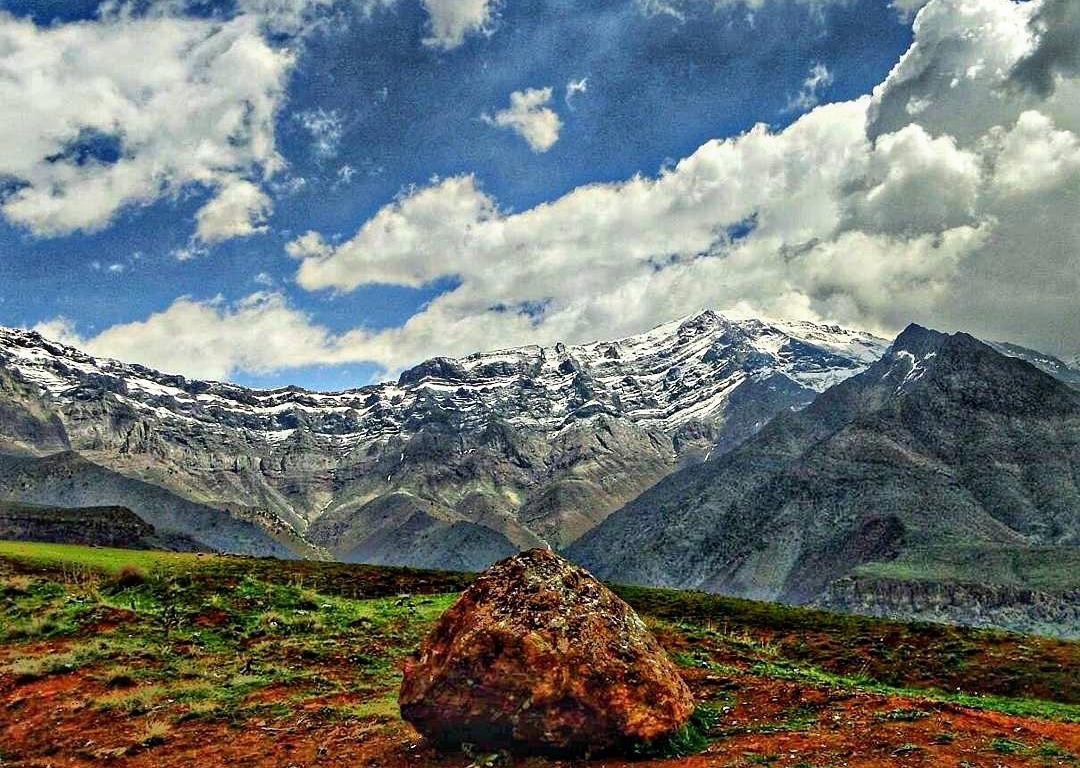

راحت آباد یکی از روستاهای دهستان لواسان کوچک بخش لواسانات در شهرستان شمیرانات استان تهران ایران است.

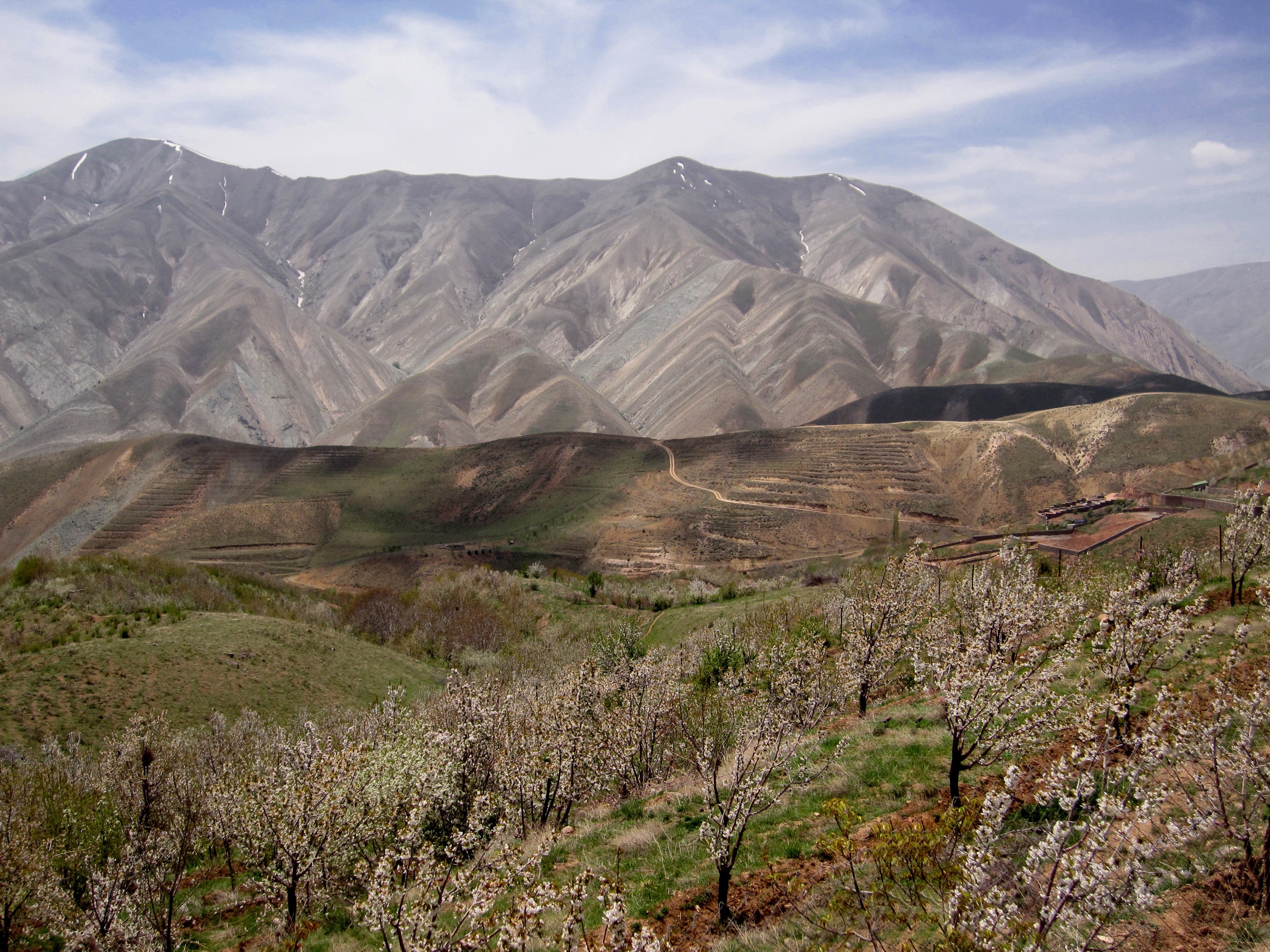

از بنا های  قدیمی این روستا میتوان حمام راحت‌آباد رو که  مربوط به دوره صفویه هستش رو نام برد که درحال حاضر بدلیل نبود بازسازی و مراقبت نکردن ریزش کرده و قابل بازدید نیست.

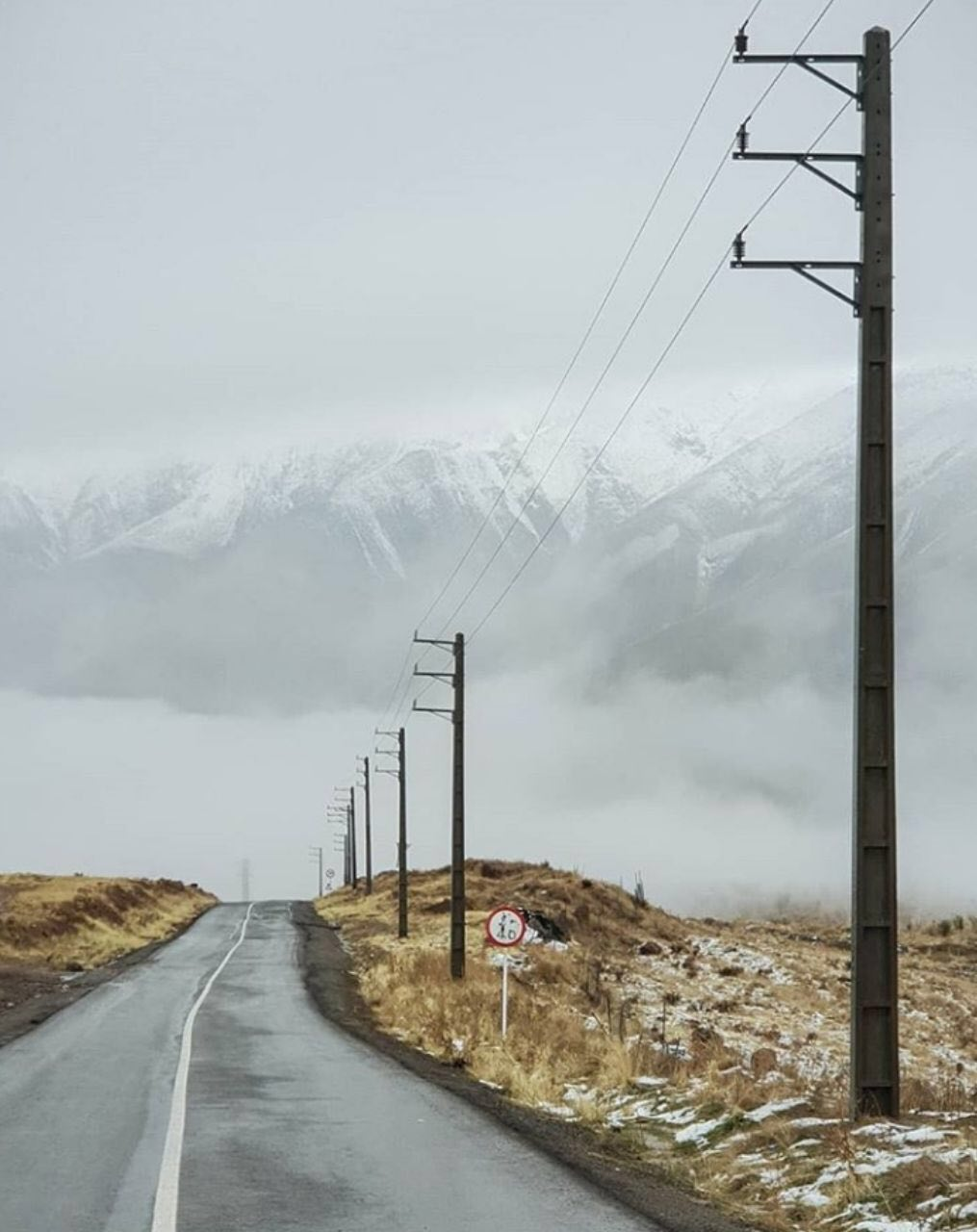

تقریبا در اکثر روز های فصل زمستان درر احت اباد، بافاصله نیم ساعته با تهران، برف وجود دارد.

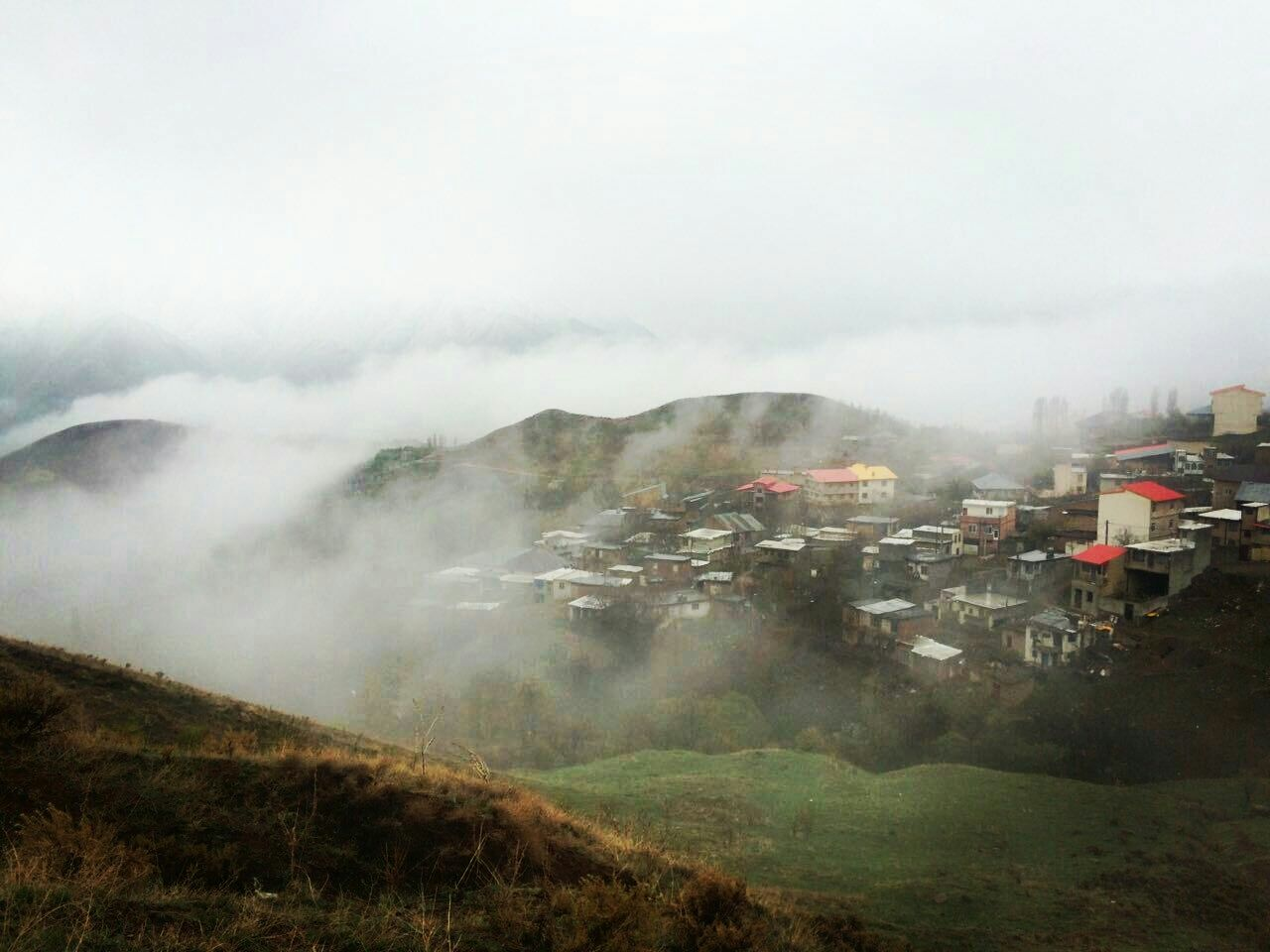

طبیعت بکر دیدنی این روستا این دهستان رو از جاذبه های گردشگری شهر تهران کرده و برای بازدید عموم مردم در تمامی ساعات شبانه روز باز و تردد بلا مانع است.

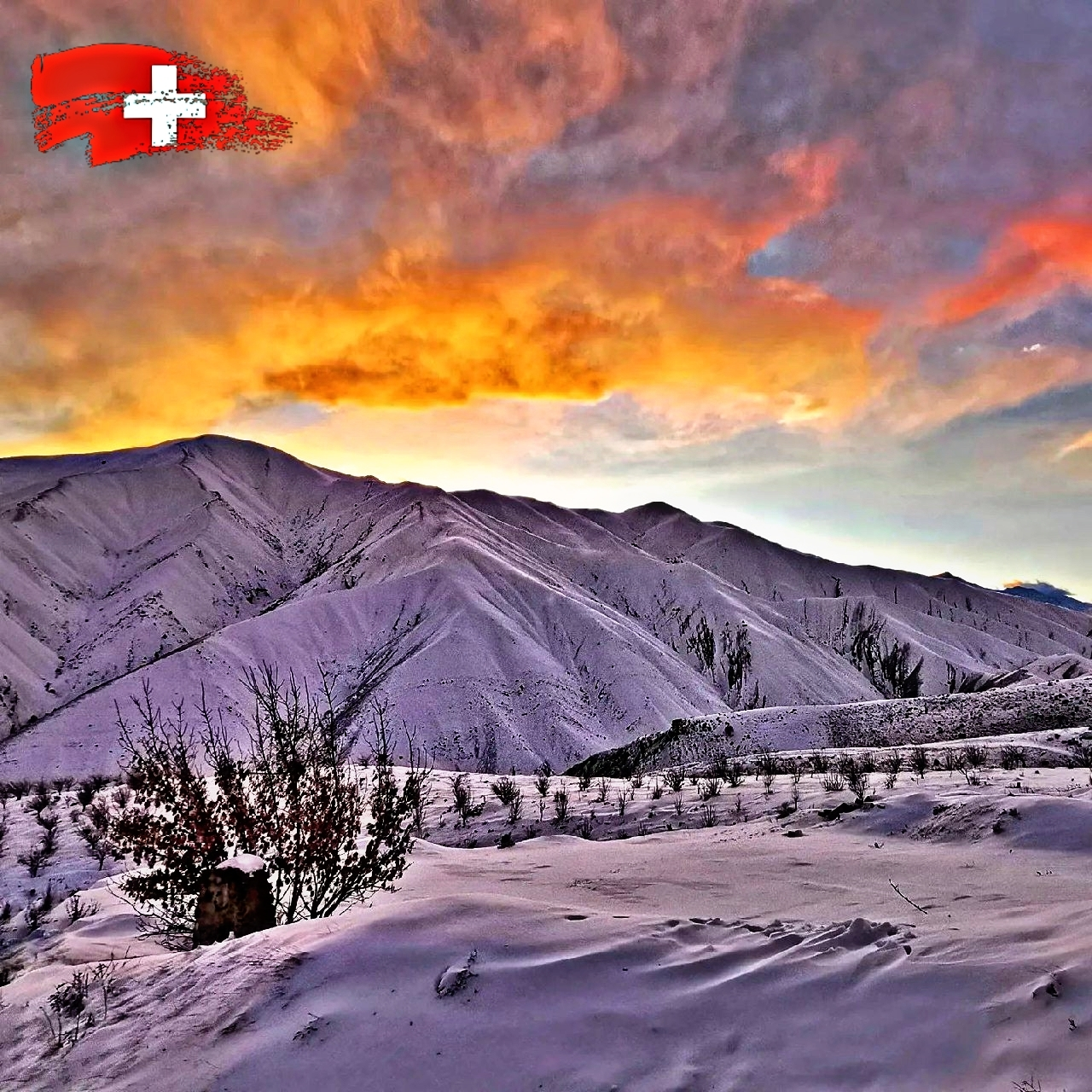
کوه راحت آباد

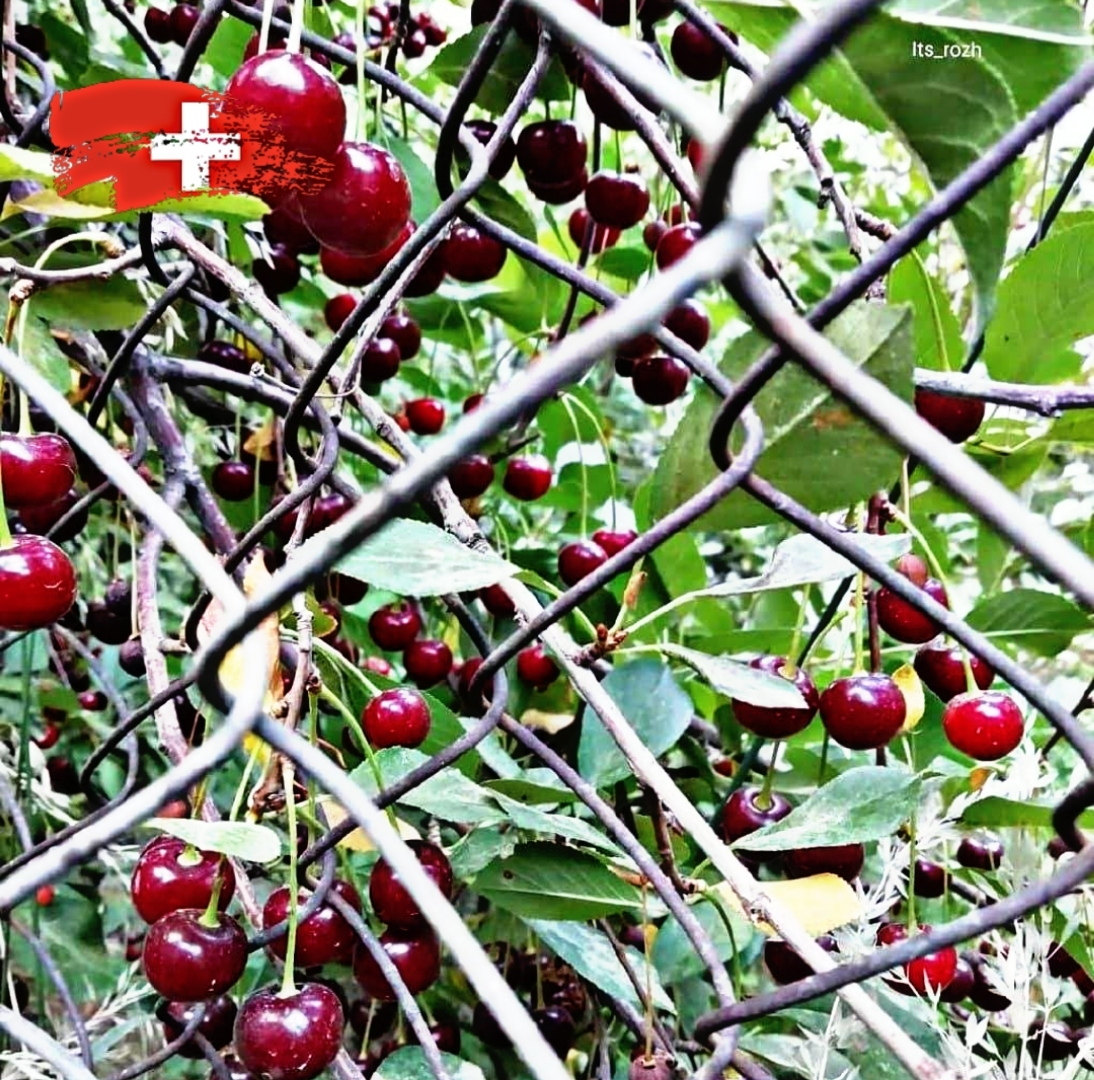
البالو

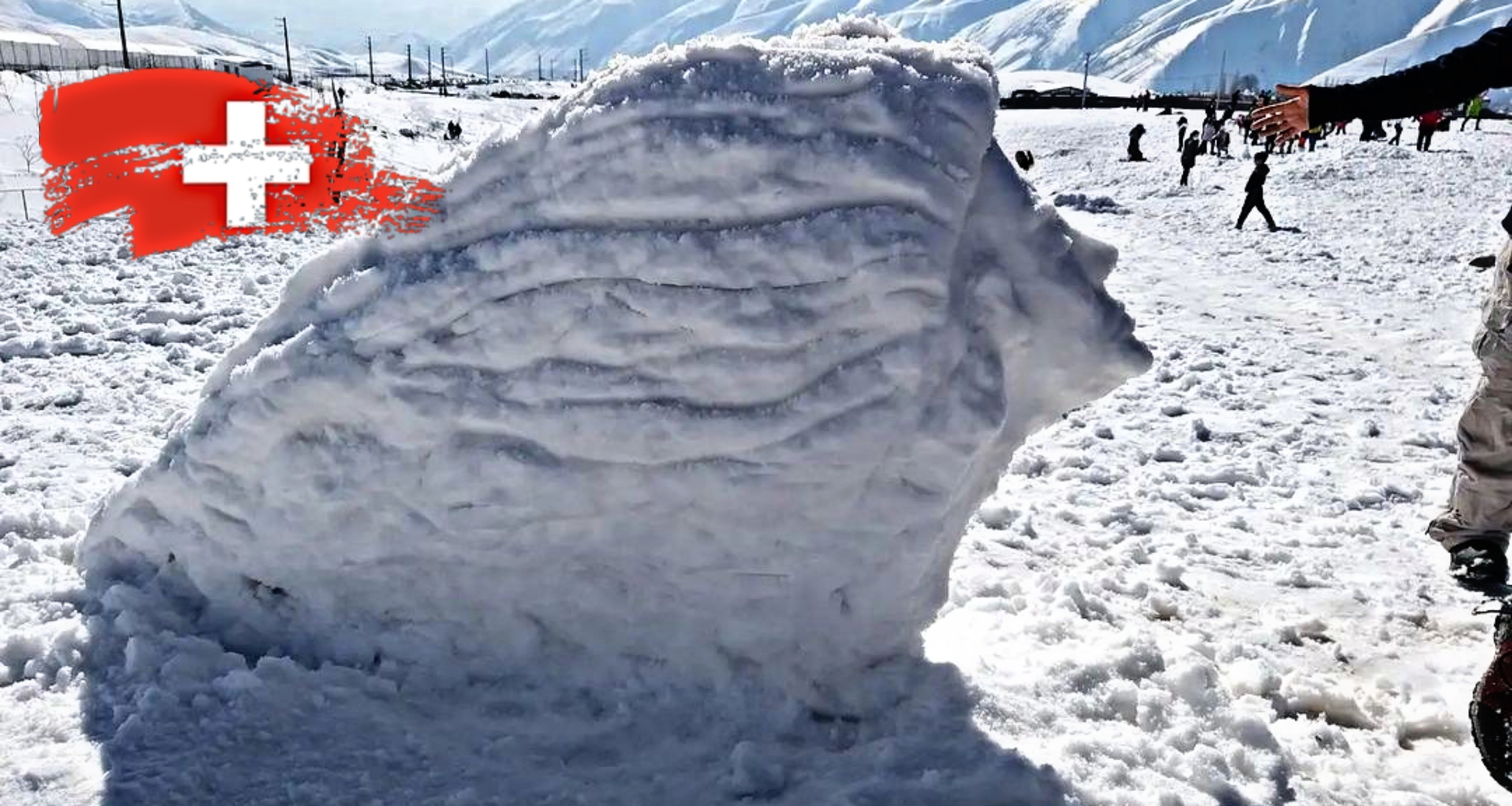
جشنواره آدم برفی در راحت آباد

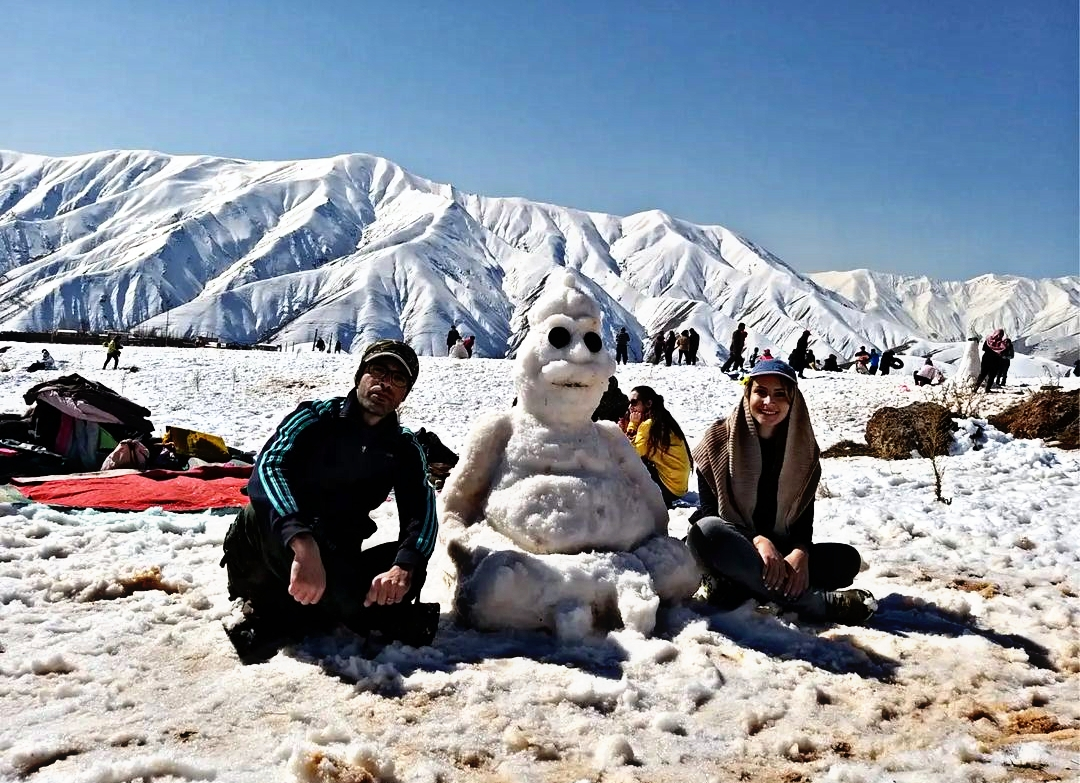
جشنواره آدم برفی در راحت آباد

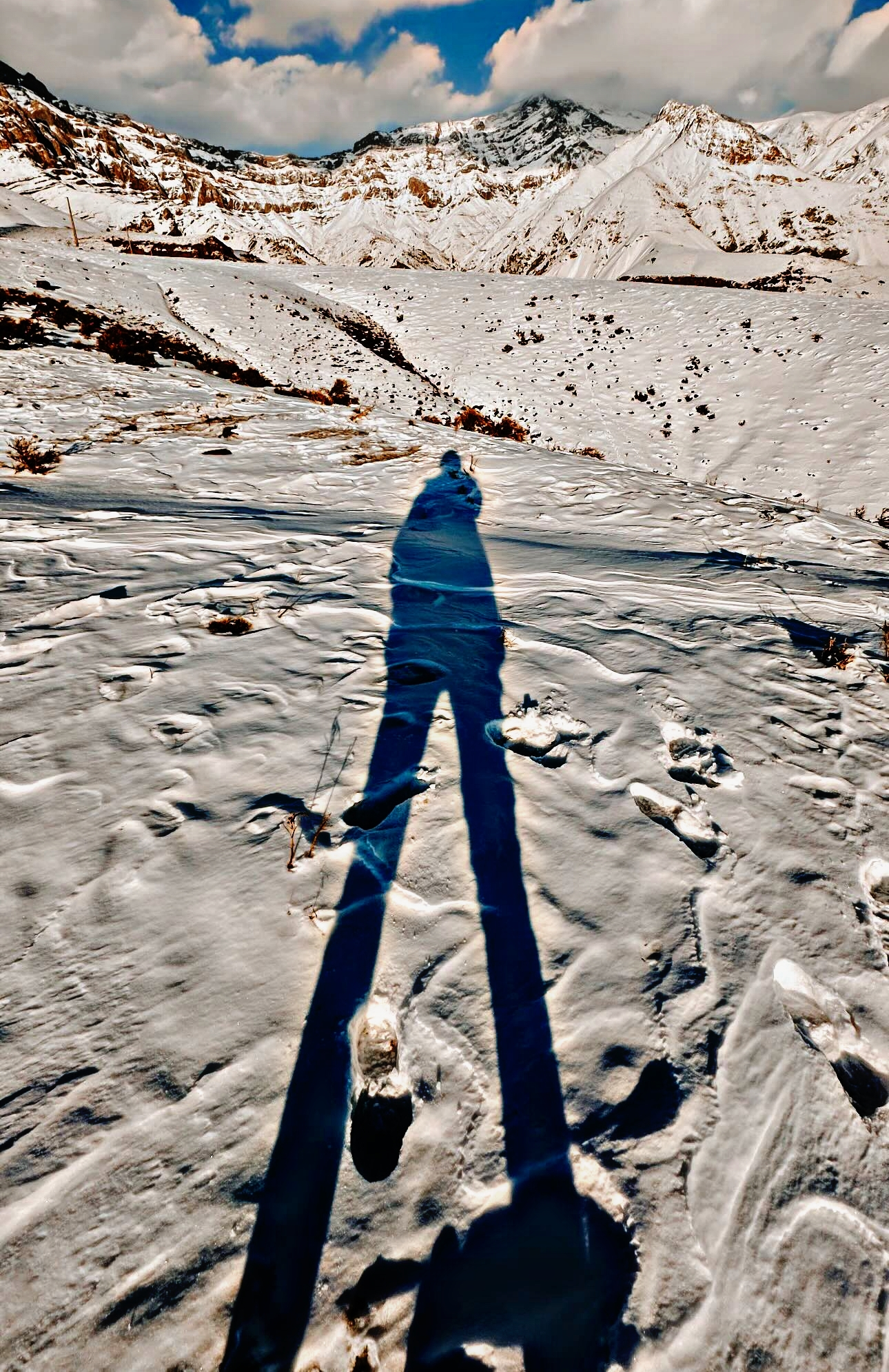

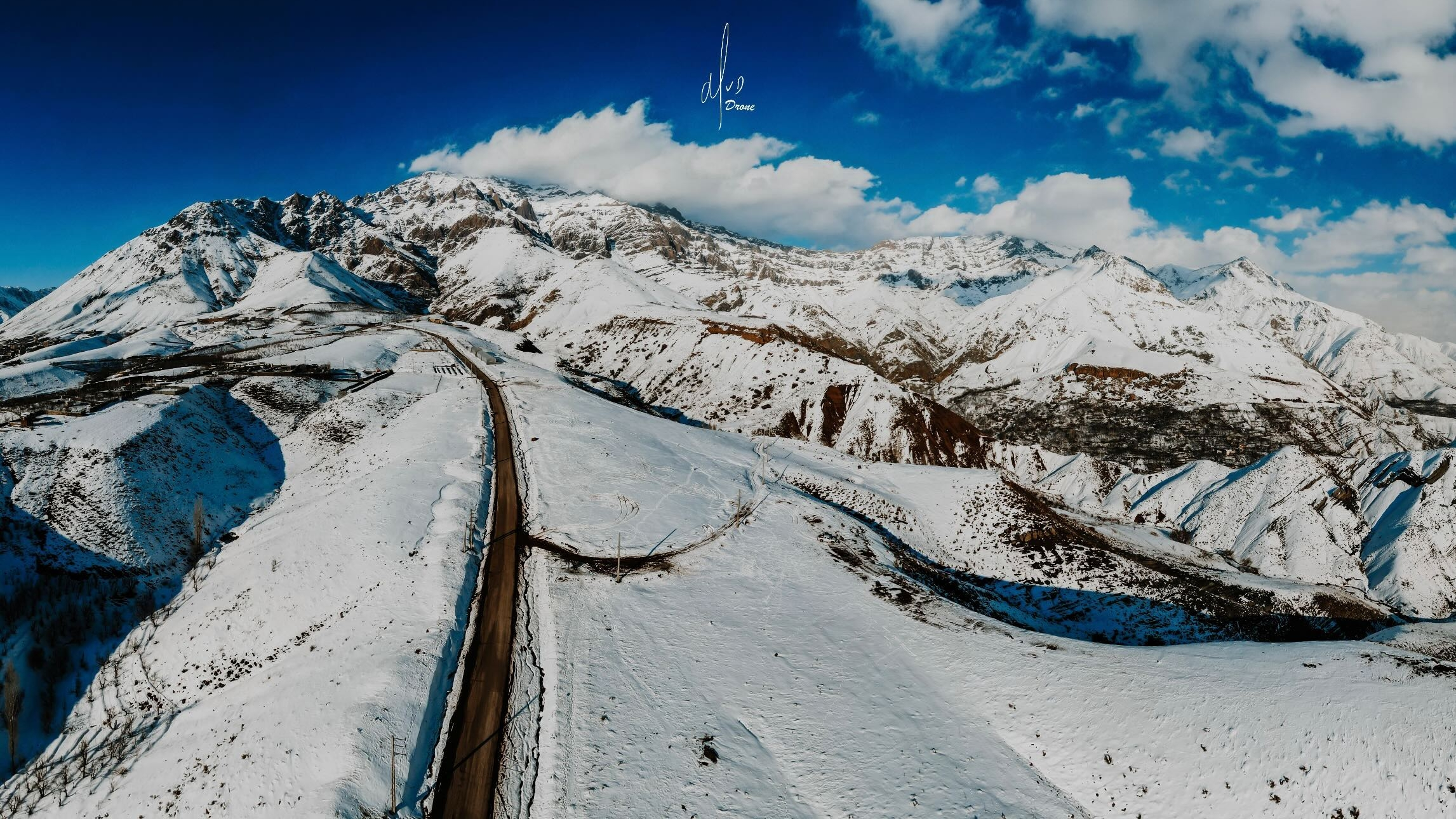

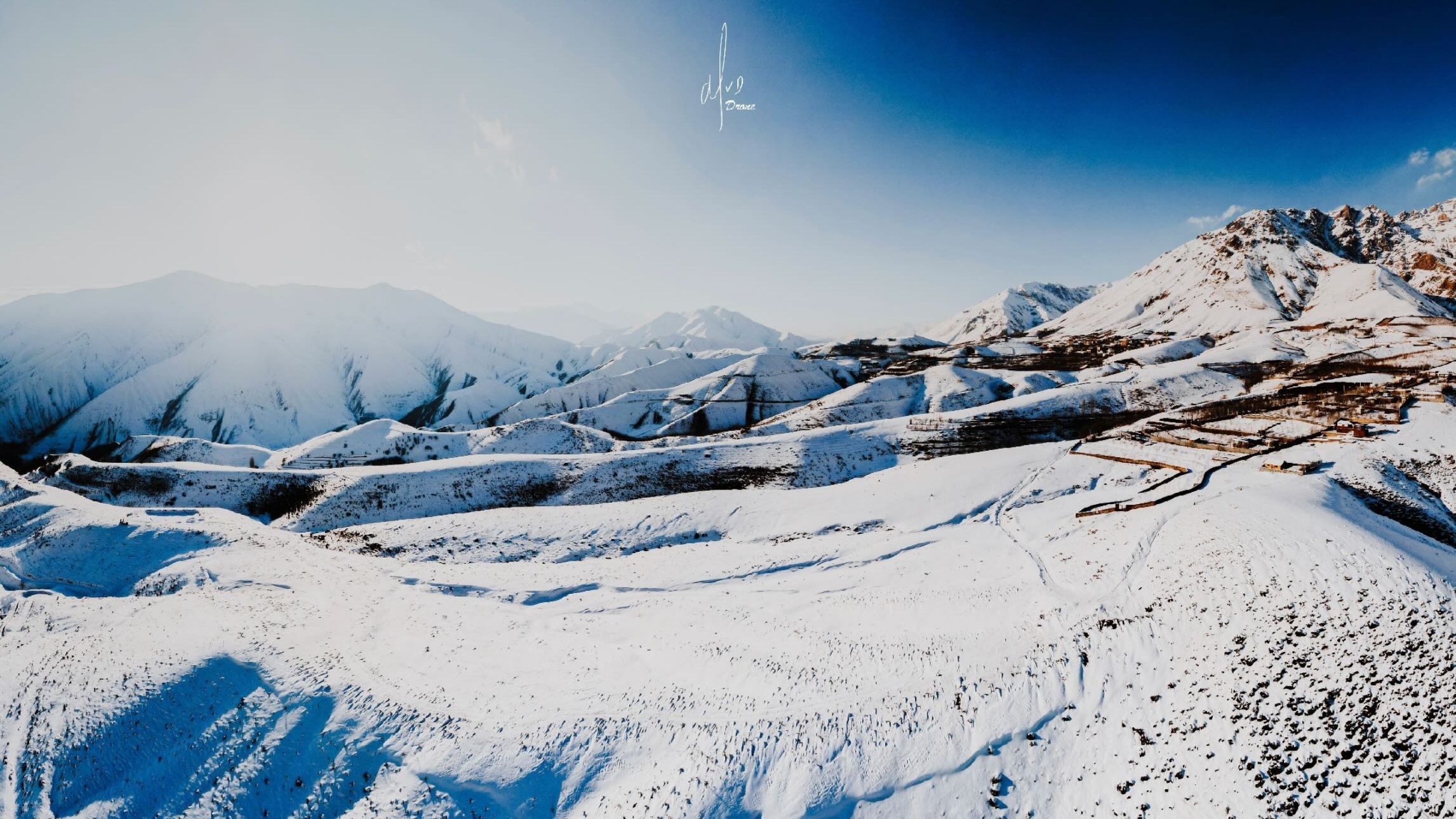

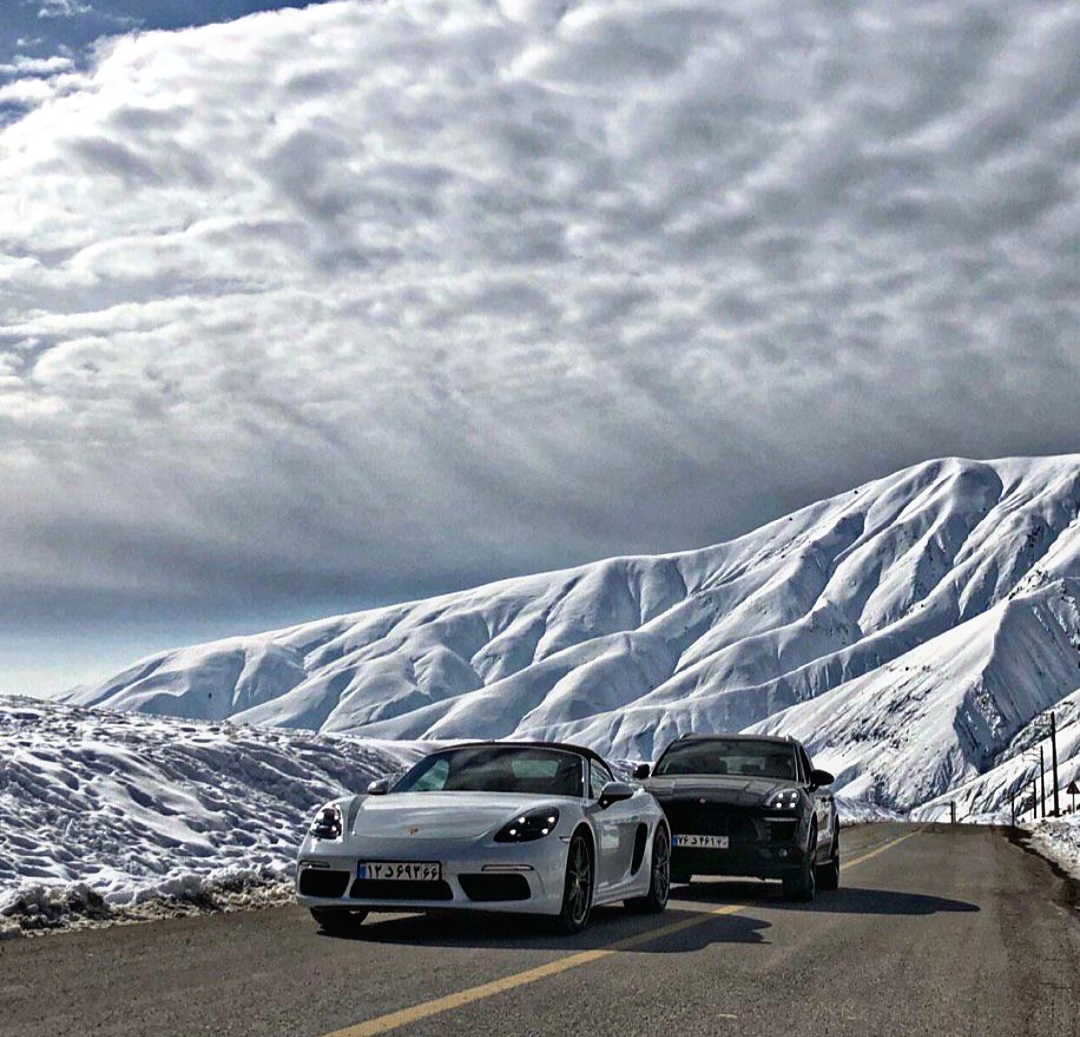

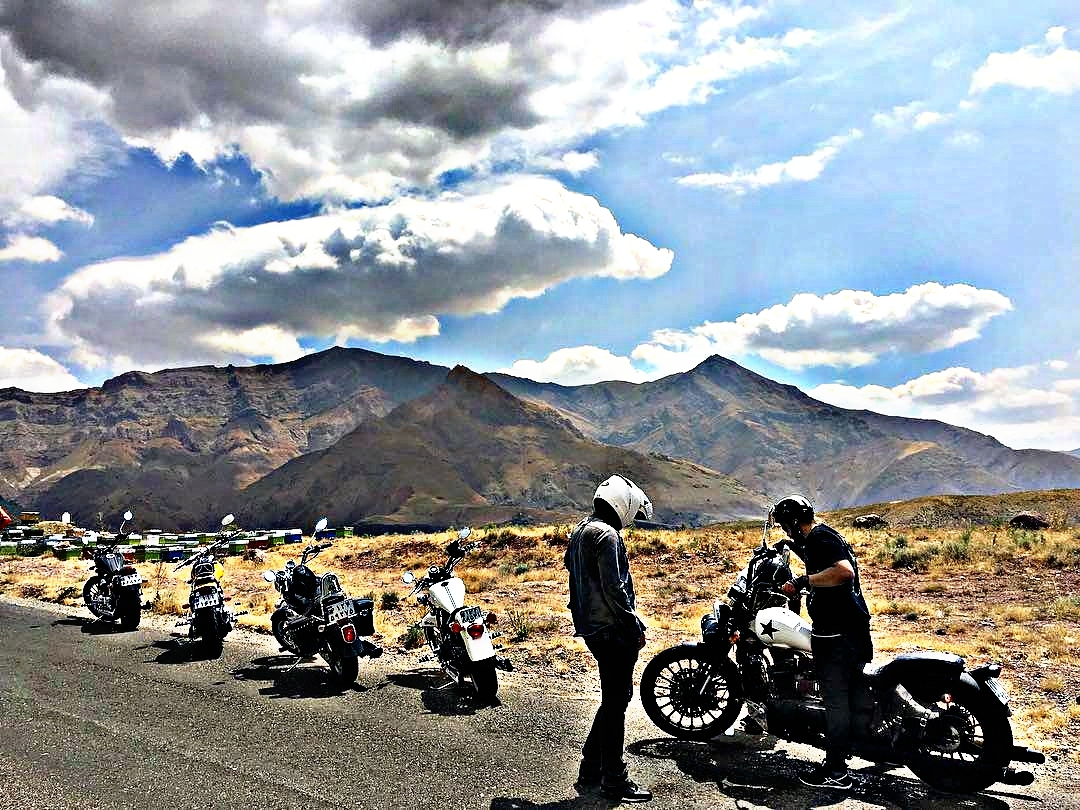

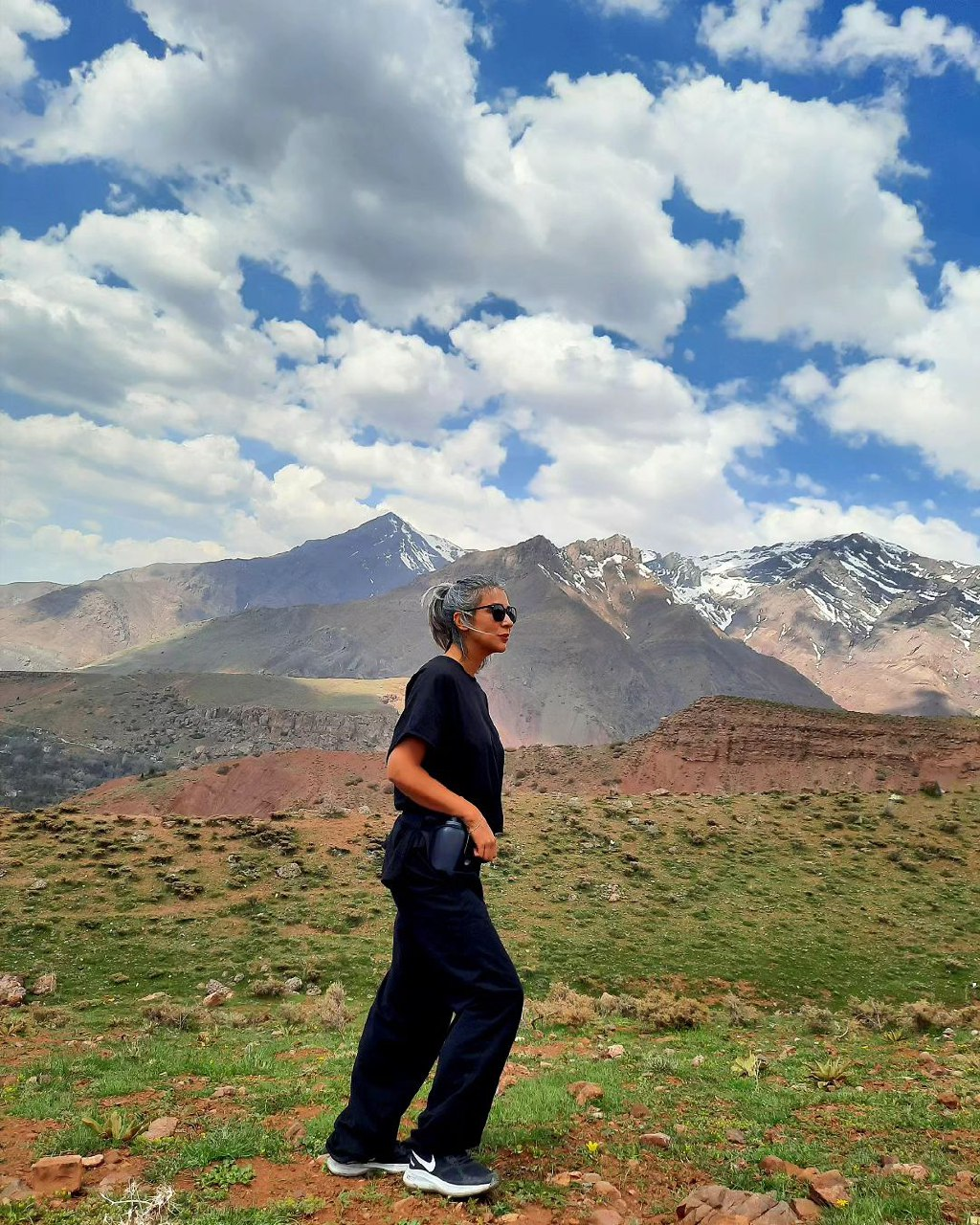
راحت آباد

مارال کمپانی | Maralcompany

## زبان
زبان مردم راحت‌آباد از گویش‌های زبان تاتی است.

## درختان میوه
گیلاس ، آلبالو ، گردو ، سیب ، گلابی ، ازگیل

## جشنواره ها
در طول سال در زمستان ها جشنواره آدم برفی 
و در تابستان ها جشنواره بادبادک 

## قله و کوه ها
اتشکوه ، پیرزن کلوم